# جنگل‌های کاج و بلوط سیرا دو لا لاگونا
جنگل‌های کاج و بلوط سیرا دو لا لاگونا (به اسپانیایی: Sierra de la Laguna pine–oak forests) یک جنگل و منطقهٔ مسکونی در مکزیک است.